# Stint
Stint is de merknaam voor een elektrisch aangedreven voertuig van het bedrijf Stint Urban Mobility dat in 2011 werd ontworpen voor het vervoer van kinderen. Er zijn ook modellen voor andere doeleinden, bijvoorbeeld pakketbezorging. Door hun geringe afmeting en gewicht kunnen Stints op plaatsen komen die met een auto lastig bereikbaar zijn. Naar aanleiding van een ernstig ongeval in 2018 te Oss, waarbij de remmen van een Stint faalden, mocht het voertuig niet meer gebruikt worden.
Eind 2020 werd een aan scherpere veiligheidseisen aangepaste Stint onder de naam BSO-bus op de markt gebracht.

## Geschiedenis

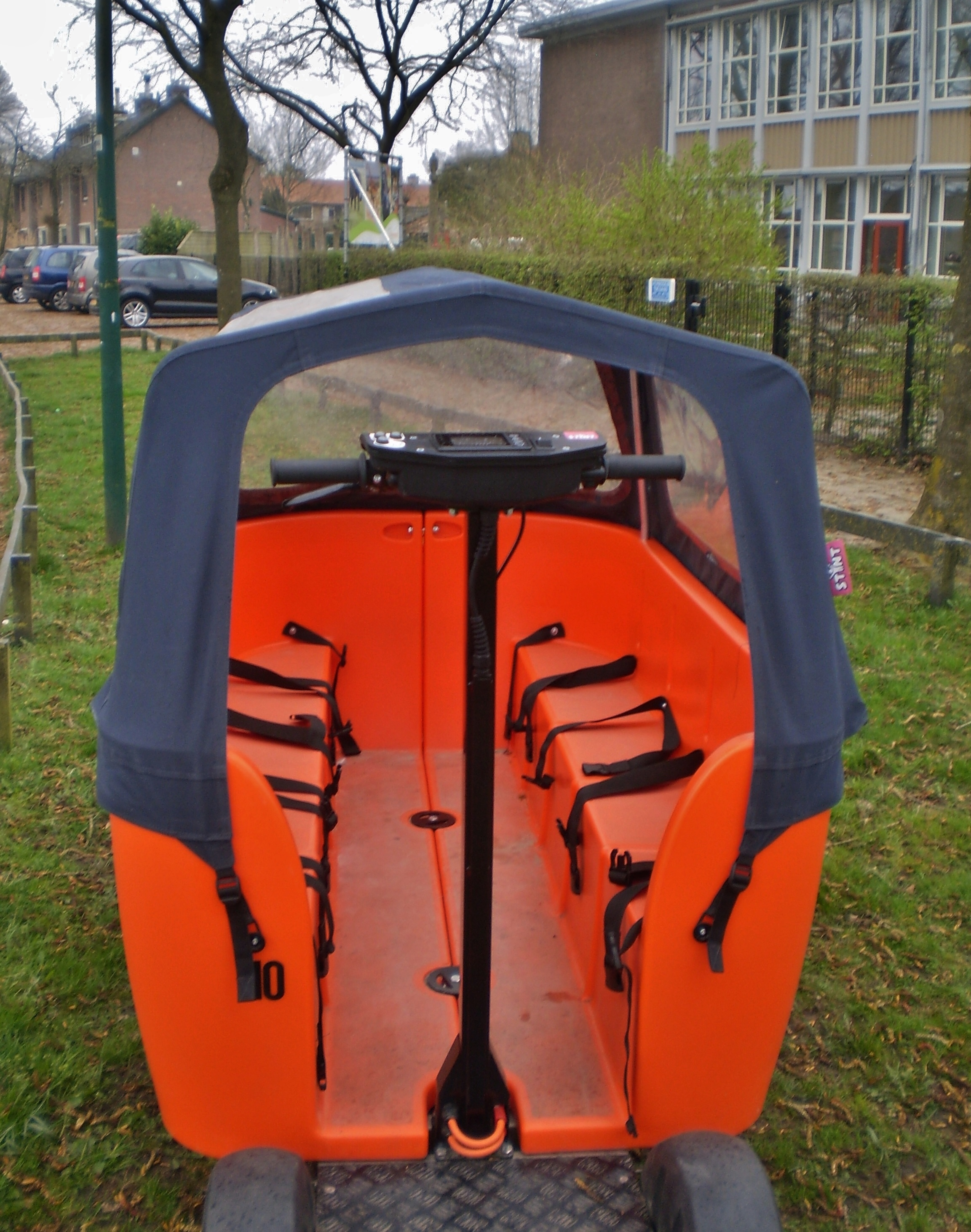
Achteraanzicht met tien zitplaatsen in de bak en een huif

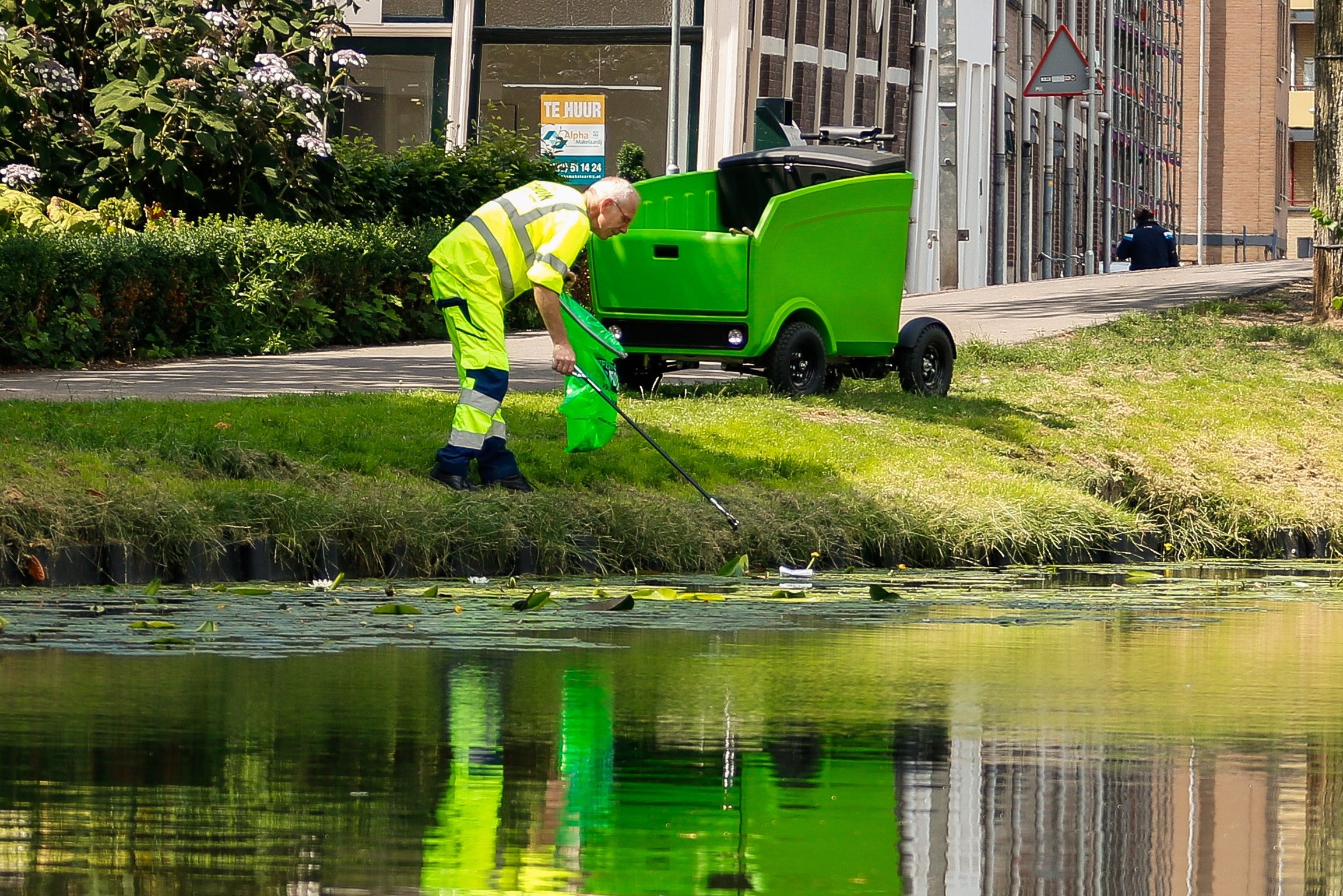
Stadsreiniging in Gouda

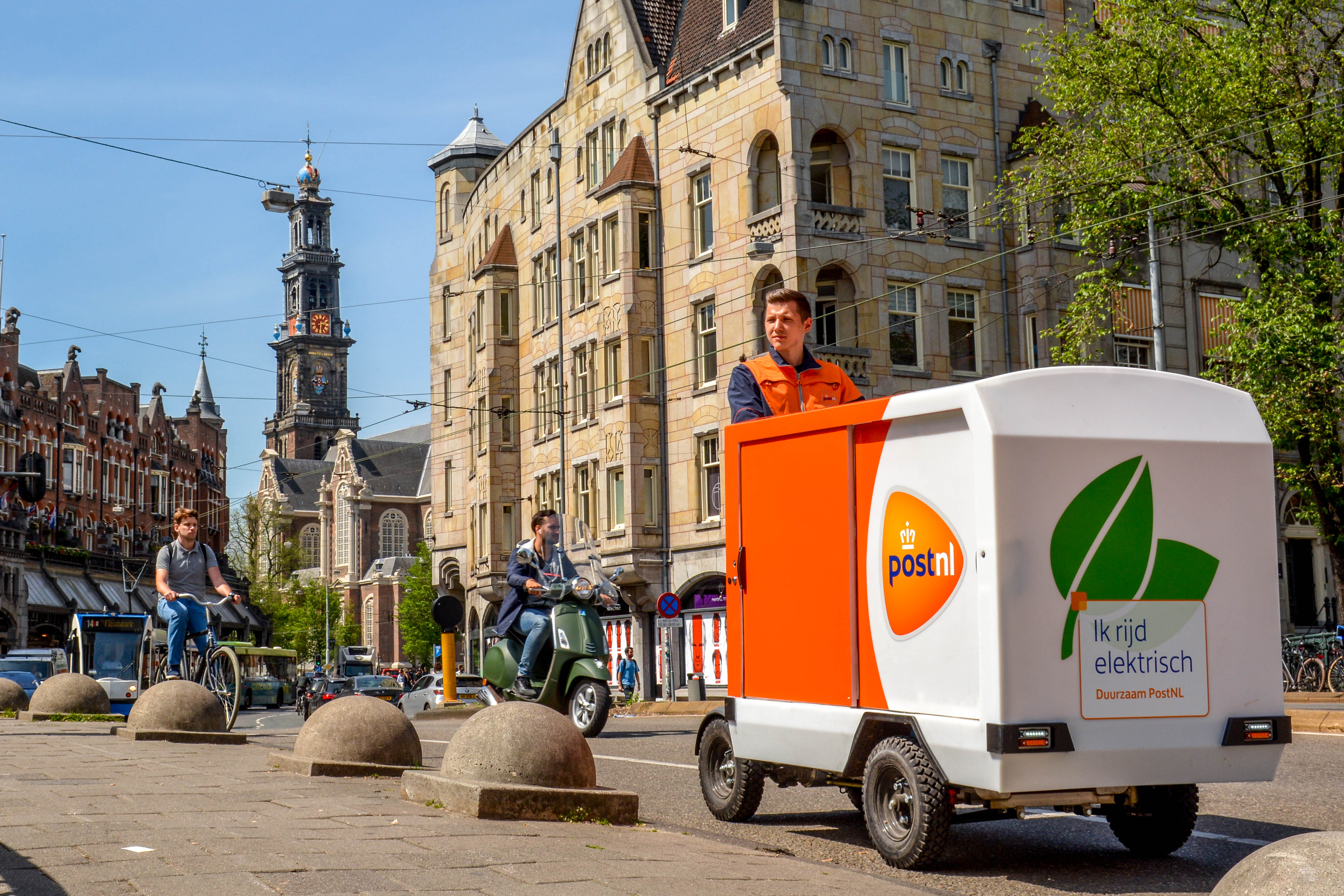
Stint voor postbezorging in Amsterdam

Het vervoermiddel werd in 2011 ontwikkeld door vervoerscoördinator Edwin Renzen en industrieel ontwerper Peter Noorlander. De Stint werd opgezet voor buitenschoolse opvangorganisaties om de duurdere schoolbusjes en -taxi's te vervangen. Als een andere reden werd het veiligheidsaspect gegeven. Grotere voertuigen zouden wel eens bij het parkeren voor onveilige situaties zorgen.
Renzen en Noorlander zetten voor ontwerp, productie, aflevering, service en onderhoud het bedrijf Stint Urban Mobility (Stintum) op, gevestigd in Bilthoven met een productiehal in Putten. Stintum telde in 2018 ongeveer 30 medewerkers. De naam Stint komt van de periode tussen twee pitstops in de formule 1-races.
Op basis van een voorlopige nadere beoordeling naar aanleiding van het ongeval in Oss was van 2 oktober 2018 tot 3 november 2020 het gebruik van het vervoermiddel op de openbare weg in Nederland en in de Belgische gemeente Haacht verboden vanwege te grote veiligheidsrisico's. Een geheel herziene versie werd in oktober 2020 goedgekeurd door de Rijksdienst voor het Wegverkeer, waarna de minister van Infrastructuur en Verkeer een vergunning gaf voor een terugkeer in het kindervervoer. Daarbij heeft zij bepaald, dat de BSO-bus zal worden gebruikt op fietspaden of in 30-kilometerzones.

## Ontwerp
De bestuurder staat aan de achterkant van het voertuig en het hoofd steekt boven het voertuig uit. Aan de voorkant bevindt zich een bak die gebruikt kan worden voor het vervoeren van goederen en kinderen. Het voertuig heeft hierdoor de kenmerken van een bolderkar, bakfiets en Segway (exclusief de zelfbalancerendheid daarvan, die is hier niet van toepassing).
Het rechtop staan van de bestuurder op de plaat achter de 'bak' zorgt voor een goed uitzicht op de weg en op de passagiers. De bak heeft aan weerszijden een bankje voorzien van vijf zitjes waaraan heupgordels zijn bevestigd. Er kunnen tot tien kinderen mee worden vervoerd. Bij slecht weer kan een huif over de bak met zitplaatsen worden geplaatst.
Een Stint is voorzien van een tractiebatterij en heeft daarmee een actieradius van 25 kilometer. Stints hebben een variant van een fietsstuur dat via een stang en een stuurinrichting de voorwielen kan laten zwenken met een draaicirkel van vier meter. De achterwielen zijn voorzien van een rem. Aan de rechterkant op het stuur bevindt zich een draai-gashendel voor snelheden tot maximaal 17,2 km/u. Bij loslaten van de hendel komt de Stint binnen zes meter tot stilstand. Aan de linkerkant is het stuur voorzien van een handrem waarmee de Stint een remweg heeft van vier meter.
Op een display kan de accustand worden afgelezen, de richtingaanwijzers en claxon bediend en geschakeld worden tussen voor- en achteruit en een zogenaamde schildpadsnelheid van 6 km/uur. De Stints hadden oorspronkelijk een 800 watt-gelijkstroommotor en een noodstopschakelaar, die de stroom naar de motor kon onderbreken. In mei 2014 werd bij de productie overgegaan op een 1200 watt wisselstroommotor en is de nooddrukknop weggelaten.

## Gebruik
In 2018 waren er volgens de fabrikant in Nederland ruim 3.000 Stints in gebruik. De fabrikant schatte dat er wekelijks tussen de 50.000 en 60.000 kinderen mee werden vervoerd. De Stint werd vooral ingezet als vervoermiddel tussen school en opvang, maar ook voor uitstapjes tijdens schoolvakanties. PostNL had tachtig Stints in gebruik voor bezorging van post en pakketten in binnensteden.

## Nederlandse wetgeving
In 2011 werd de Stint getest door de Rijksdienst voor het Wegverkeer. Hierop had de Nederlandse minister van Infastructuur in 2012 bepaald dat het voertuig in Nederland viel onder de in 2011 ingestelde verkeersregels voor de zogenaamde bijzondere bromfiets. Op grond van deze regelgeving mocht iedereen die minimaal zestien jaar was ermee rijden op de Nederlandse openbare weg. De voertuigen dienden een verzekeringsplaatje en een voertuigidentificatienummer te hebben. Het dragen van een helm was niet verplicht. De Stint mocht op de rijbaan, maar als er een (brom)fietspad is, moest daarop gereden worden.
SWOV adviseerde in 2011 eisen te stellen aan de rijvaardigheid van de bestuurder. Dit werd door de minister niet overgenomen. Een rijbewijs was dan ook niet verplicht, maar de producent bood om deze reden bij de verkoop wel een training aan.
Naar aanleiding van een zwaar ongeval in september 2018 (zie hieronder) schorste minister van Infrastructuur en Waterstaat Van Nieuwenhuizen per 2 oktober 2018 de beschikking van 14 november 2011 waarin de Stint is toegelaten tot het Nederlandse verkeer als bijzondere bromfiets. Hierdoor werd het niet meer toegestaan met een Stint op de openbare weg te rijden. Dit betekende dat kinderdagverblijven en BSO's op zoek moesten naar alternatieven, zoals bv. een al dan niet aangepaste bakfiets of een gewone personenbus.

## Veiligheid

### Ongeval in Oss
Op 20 september 2018 omstreeks half negen 's ochtends raakte een Stint in Oss betrokken bij een ernstig ongeval op een overweg, in de buurt van station Oss West. Vier kinderen in de leeftijd van vier tot acht jaar uit drie gezinnen kwamen daarbij om het leven, de 32-jarige bestuurster en een vijfde kind van elf jaar raakten zwaargewond. Het vervoermiddel reed door een gesloten overwegboom heen en werd door een sprinter van NS geschept. Ooggetuigen verklaarden dat ze de bestuurster even daarvoor hadden horen roepen dat ze niet kon remmen.
Vijf jaar later, op 20 augustus 2023, zond RTL 4 een documentaire uit over het ongeluk, waarin ouders van de omgekomen kinderen vertellen over de bijzondere band die ze nu met elkaar hebben en hoe deze steun en houvast geeft.

### Tests en gevallen waarbij het remmen faalde
Het wrak van de verongelukte Stint werd voor onderzoek overgebracht naar het Nederlands Forensisch Instituut. De Inspectie Leefomgeving en Transport (ILT) begon naar aanleiding van het ongeval een verkennende analyse naar de technische installatie van de Stint. Uit onderzoek aan andere exemplaren van hetzelfde type kwamen mogelijke technische problemen naar voren. Zo zou na het afbreken van de nuldraad een bestuurder geen mogelijkheid meer hebben om de snelheid terug te regelen. Ook de gasveer van de gashendel kan breken met hetzelfde gevolg. De ILT vindt het omdraaien van de contactsleutel als noodstop een onnatuurlijke handeling, gezien de plaatsing van het contactslot.
Een feit is dat er sinds zomer 2017, toen de in Oss verongelukte Stint werd geleverd, vier reparaties aan het voertuig zijn uitgevoerd, waaronder een reparatie aan de gashendel. De fabrikant liet weten dat het aantal reparaties weliswaar hoger lag dan het gemiddelde, maar zag geen verband tussen de reparaties en het ongeval van 20 september 2018. Uit het aantal reparaties zou blijken dat het wagentje volgens de fabrikant goed onderhouden werd.
Uit de dossiers van de politie in Amsterdam is een geval bekend waarbij een Stint alleen tot staan gebracht kon worden door het omdraaien van de contactsleutel. Er is tweemaal gerapporteerd dat het tot een botsing kwam nadat een Stint niet op tijd tot stilstand was te brengen. Eenmaal kwam het voertuig in aanraking met een persoon en in een ander geval botste het tegen een garagemuur. In het laatste geval liep een kind een hersenschudding op.

### Onderzoek TNO
ILT deed een onderzoeksaanvraag bij TNO voor verder onderzoek aan een aantal Stints. Die concludeerde op 12 december 2018 dat de bestaande modellen van de Stint voor personenvervoer niet veilig genoeg zijn om terug te keren op de openbare weg.
De conclusies op hoofdlijnen uit het TNO-rapport zijn als volgt:
- Geen van de drie onderzochte voertuigen haalden de wettelijk vereiste remvertraging, een andere constatering dan destijds door de Dienst Wegverkeer (RDW). Bij een van de onderzochte voertuigen, van een ouder type, viel op dat er geen bedrijfsrem was gemonteerd waarmee het voertuig kon worden afgeremd als de aandrijving niet meer beschikbaar is of niet goed functioneert. De andere twee voertuigen hadden wel een bedrijfsrem, maar die was onvoldoende krachtig. Verder werkt het remmen op de motor de mechanische rem tegen.
- De automatische parkeerrem kan leiden tot gevaarlijke situaties wanneer deze ongewenst geactiveerd wordt tijdens het rijden. De kans dat dit gebeurt is volgens TNO vrij groot, omdat veel faalmodi leiden tot dit ongewenst activeren. Bovendien kan een stilgevallen voertuig pas van een gevaarlijke plek verwijderd worden nadat de parkeerrem handmatig gelicht wordt en het contact uitgeschakeld wordt. Dit zijn volgens TNO geen intuïtieve handelingen, zeker niet in een panieksituatie.
- Het losraken van de nuldraad naar de gashendel leidt volgens TNO tot ongewenst versnellen van het voertuig en een oncontroleerbare situatie voor de bestuurder. Bij twee gecontroleerde voertuigen was deze faalmodus wel controleerbaar door het terugdraaien van de gashendel tot de nulstand. Het is volgens het onderzoeksinstituut echter niet waarschijnlijk dat een bestuurder in een panieksituatie altijd de goede actie onderneemt als deze situatie zich voordoet.
- Voor alle drie onderzochte voertuigen geldt dat het ontbreken van een zitplaats leidt tot veiligheidsrisico’s voor remmen en sturen door de grotere kans dat de bestuurder van het voertuig valt. Als de bestuurder van een Stint valt, leidt dit in alle rijsituaties tot een onbeheersbare situatie.[27]

### Onderzoek ILT
Parallel aan het TNO onderzoek heeft ILT ook een onderzoek uitgevoerd naar de modificaties en modellen van de Stint. Daaruit bleek onder andere dat er in 2017 een foute torsieveer voor de gashendel werd geleverd. De verkeerde veren werden in 2018 vervangen door veren met de juiste eigenschappen.

### Verbetervoorstellen Stint
Er is een bijeenkomst georganiseerd, waarop verbetervoorstellen voor de Stint gegeven zijn. De voorstellen zijn samen met voorstellen van TNO gebundeld in het rapport analyse verbetervoorstellen BSO Stint.

## Faillissement
Naar aanleiding van het ongeval in Oss en de daaruit voortvloeiende overheidsmaatregelen viel de verkoop stil en kwam de producent van de Stint in financiële moeilijkheden. Door het stintverbod waren er geen inkomsten meer. Op 29 oktober 2018 maakte Stint Urban Mobility bekend het faillissement aan te vragen. Ruim een week later trok de eigenaar deze aanvraag echter weer in omdat hij hoop had dat de kar toch weer de weg op zou mogen. Hierdoor zou het bedrijf weer inkomsten kunnen genereren. Deze hoop werd eind 2020 werkelijkheid toen de vernieuwde BSO-bus werd goedgekeurd. Dit betekende dat hij na ruim twee jaar een doorstart kon maken.

## Aanvullende eis
In een brief van 26 februari 2019 aan de Tweede Kamer kondigt minister van Nieuwenhuizen onder andere aan, dat ze het aantal passagiers voor de Stint (en in het algemeen voor bijzondere bromfietsen) wil beperken tot 8. Dit heeft te maken met het feit dat ze rijbewijs B wil eisen voor Stint bestuurders, en met rijbewijs B mogen maximaal 8 passagiers (exclusief bestuurder) vervoerd worden. Voor 10 passagiers zou rijbewijs D nodig zijn, en dat zou een disproportionele eis zijn. Uiteindelijk is evenwel besloten dat er geen rijbewijs voor de Stint vereist is

## Rebranding
Op 16 januari 2020, terwijl het aangepaste vervoermiddel nog het keuringsproces door de Rijksdienst voor het Wegverkeer (RDW) doorliep, werd bekendgemaakt dat bij de – eventuele – toelating op de weg van de aangepaste Stint, deze op verzoek van de nabestaanden van de slachtoffers bij het ongeval in Oss in 2018, onder een andere naam op de markt zou komen. Onder meer vanwege de aanpassingen van de uiterlijke kenmerken – die mede door de rolkooi gelijkenissen met een autobusje zouden vertonen – ging het product uiteindelijk BSO-bus heten. De verantwoordelijke minister van Infrastructuur en Waterstaat liet op 7 oktober 2020 weten, dat de goedkeuring door de Rijksdienst voor het Wegverkeer op handen was. Deze goedkeuring werd afgegeven en op 1 december 2020 konden de eerste BSO-bussen worden geleverd.

## Oordeel Nederlandse Raad van State
Bij uitspraak op 22 december 2021 wees de Raad van State het hoger beroep af dat de minister van Infrastructuur en Waterstaat had ingesteld tegen de uitspraak van de rechter dat de fabrikant en de gebruikers van de Stint recht hebben op schadevergoeding van de overheid. De schadevergoeding geldt alleen voor het type motor van 800 watt; de uitvoering met 1200 watt had geen officiële toestemming om op de openbare weg te rijden. Toch roept de Raad van State de Minister op ook met gebruikers van deze uitvoering over een schadevergoeding te overleggen.